# Obwód elektryczny

Schemat przykładowego obwodu elektrycznego. U_{0} – napięcie na ogniwie, U_{R} – spadek napięcia na oporniku, I – natężenie, R – rezystancja

Obwód elektryczny – model rzeczywistego układu elektrycznego odzwierciadlający zjawiska energetyczne zachodzące w układzie. Odwzorowaniem graficznym obwodu jest schemat obwodu.

## Podział obwodów elektrycznych
W teorii obwodów elektrycznych wprowadza się ich podział:
Rodzaj elementów
- skupione (S)
- rozłożone (R)

Liniowość
- obwody liniowe (L) – wszystkie elementy spełniają prawo Ohma,
- obwody nieliniowe (N) – niektóre elementy nie spełniają prawa Ohma

Stan obwodu
- stacjonarny (S)
- niestacjonarny (N)

Ze względu na czasową zależność natężenia prądu od czasu obwody dzieli się na:
- obwody prądu stałego,
- obwody prądu przemiennego.

Obwody składające się z elementów liniowych i skupionych rozpatrywane w ich stanach stacjonarnych określane są jako obwody SLS lub układy SLS.

## Elementy obwodów elektrycznych
W elementach obwodu zachodzą trzy rodzaje procesów energetycznych:
- wytwarzanie energii (zamiana pewnej energii (np. mechanicznej) na energię elektryczną)
- akumulacja energii
- rozpraszanie energii

W elemencie idealnym, zachodzi tylko jeden z powyższych procesów (np. idealny rezystor – tylko rozpraszanie energii). Natomiast w elemencie rzeczywistym jednocześnie zachodzą dwa, a nawet i trzy procesy energetyczne. Jednakże zawsze jeden proces dominuje nad pozostałymi.
Elementy mające zdolność do akumulacji i rozpraszania energii nazywany elementami pasywnymi, a pozostałe aktywnymi (źródła prądu i napięcia oraz np. tranzystor i dioda tunelowa).
Do struktury obwodów poza elementami elektrycznymi zalicza się również węzły, gałęzie oraz oczka. 

## Prawa rządzące obwodami elektrycznymi
Podstawowe zasady fizyczne zachodzące w obwodach elektrycznych wyrażone z użyciem pojęć elektryczności są wyrażone prawami Kirchhoffa. Pierwsze prawo Kirchhoffa określa, że suma algebraiczna prądów w punkcie obwodu jest równa zero a jest ono wyrażeniem zasady zachowania ładunku elektrycznego. Drugie prawo Kirchhoffa określa, że suma spadków napięć w dowolnej pętli obwodu jest równa sumie sił elektromotorycznych w tej pętli, jest ono wyrażeniem zasady zachowania energii dla ładunku elektrycznego przemieszczającego się w tej pętli. 
Dla elementów liniowych zachodzi prawo Ohma, określające, że natężenie prądu w elemencie obwodu jest proporcjonalne do napięcia na nim panującego. 
Powyższe prawa w podstawowej postaci obowiązują tylko dla obwodów prądu stałego w stanach ustalonych. Przy odpowiednim modelowaniu elementów i rozszerzeniu pojęć związanych z obwodami, prawa te są stosowane do analizy obwodów prądów zmiennych oraz niestacjonarnych w obwodach zawierających elementy nieliniowe.

## Łączenie elementów obwodów
Występują dwa główne sposoby łączenia elementów obwodów: połączenie szeregowe oraz połączenie równoległe. Łączymy zarówno źródła, jak i odbiorniki. Bardziej złożone obwody powstają na skutek połączeń zarówno szeregowych, jak i równoległych – są to obwody szeregowo-równoległe. Skomplikowane obwody szeregowo-równoległe można analizować m.in. za pomocą reguły praw Kirchhoffa. Reguła ta umożliwia obliczenie natężenia prądów przepływających przez poszczególne elementy obwodu, jak również napięcia na nich.

## Proste przykłady obwodów elektrycznych
Przykładem prostego obwodu prądu stałego może być latarka. Taki obwód składa się z małej żarówki, baterii, dwóch przewodów oraz wyłącznika. Prąd elektryczny płynie od jednego bieguna baterii, poprzez pierwszy przewód, włókno żarówki (jest to także rodzaj przewodu), drugi przewód do drugiego bieguna baterii. Kiedy prąd elektryczny przepływa przez włókno, rozgrzewa się ono i żarówka świeci.
Latarka jest przykładem takiego obwodu. Gdy przełącznik jest w stanie otwartym, połączenie jest przerwane, prąd elektryczny nie może przepłynąć przez obwód i żarówka nie świeci. Gdy przełącznik jest zamknięty, prąd płynie i żarówka świeci.
Jeśli przez włókno żarówki przepływa zbyt duży prąd, może się ono przepalić. By zapobiec takiemu zdarzeniu w obwodzie można umieścić bezpiecznik elektryczny (przerywacz obwodu). Gdy przez bezpiecznik przepływa zbyt duży prąd, przewód znajdujący się w nim przepala się i ulega stopieniu, tym samym przerywając obwód i zatrzymując przepływ prądu. Przewód umieszczony w bezpieczniku jest tak zaprojektowany, by uległ stopieniu, zanim temu samemu zjawisku uległoby włókno żarówki.